# جو آني فان دايك
جو آني فان دايك (من مواليد 3 أكتوبر 1997) هي لاعبة ألعاب قوى جنوب أفريقية تتنافس في رمي الرمح، وهي لاعبة أولمبية مرتين وفازت بالميدالية الفضية في حدث رمي الرمح للسيدات في دورة الألعاب الأولمبية الصيفية 2024 في باريس. فان دايك هو أيضًا بطل أفريقي مرتين وحاصل على الميدالية الذهبية والفضية والبرونزية في الألعاب الأفريقية.